# 롤란트 키킹거
롤란트 키킹거(독일어: Roland Kickinger, 1968년 3월 30일 ~ )는 오스트리아의 배우 및 보디빌더이다. 몇몇 작품에서 배우 아널드 슈워제네거의 대역으로 출연했다.

## 출연 작품
- 레이븐 (2009)
- 터미네이터: 미래전쟁의 시작 (2009)
- 디재스터 무비 (2008)
- 드레드노트 (2002)